# Joana Carneiro
Joana Carneiro, född i Lissabon 30 september 1976, är en portugisisk orkesterdirigent. Carneiro är sedan 2009 Music Director för Berkeley Symphony i Kalifornien och blev i januari 2014 utsedd till chefsdirigent för Orquestra Sinfónica Portuguesa i Lissabon.
I Sverige har Joana Carneiro dirigerat Kungliga Filharmonikerna, Sveriges Radios Symfoniorkester, Göteborgs Symfoniker,  symfoniorkestrarna i Gävle och Norrköping samt vid Norrlandsoperan och Göteborgsoperan. 

## Karriär
Joana Carneiro började sina musikstudier som violinist och tog sedan examen som dirigent vid Academia Nacional Superior de Orquestra i Lissabon. Hon studerade vidare vid Northwestern University i Chicago och fortsatte med doktorandstudier vid University of Michigan.
Carneiro blev uppmärksammad 2002 vid den prestigefulla Maazel-Vilar Conductor’s Competition i Carnegie Hall. Säsongen 2003-04 arbetade hon bland annat med Kurt Masur och dirigerade  London Philharmonic Orchestra. Mellan 2002 och 2005 var hon assisterande dirigent vid L.A. Chamber Orchestra och under tre år, 2005-08, var hon Conducting fellow vid Los Angeles Philharmonic där hon arbetade med Esa-Pekka Salonen. Carneiro är sedan 2006 officiell gästdirigent vid Orquestra Gulbenkian i Lissabon. År 2009 blev hon utsedd till Music director vid Barkeley Symphony i Kalifornien. I januari 2014 tillträdde hon även posten som chefsdirigent för Orquestra Sinfónica Portuguesa vid Teatro Nacional de São Carlos i Lissabon.
Joana Carneiro är efterfrågad och anlitad av en mängd orkestrar världen över och har bland annat dirigerat Orchestre Philharmonique de Radio France, Aachens Symfoniorkester i Tyskland, Prags symfoniorkester, The Hong Kong Philharmonic, São Paulo State Symphony, Sydney Symphony Orchestra samt Royal Philharmonic Orchestra, Royal Liverpool Philharmonic och English National Opera i England.
Carneiro är en återkommande gästdirigent i Sverige, under säsongen 2014/15 har hon dirigerat Sveriges Radios Symfoniorkester samt operan The flowering Three av John Adams vid Göteborgsoperan.

## Privatliv
Joana Carneiro är det tredje av nio barn till Roberto Carneiro, som vid slutet av 1980-talet var Portugals utbildningsminister, och Maria do Rosário Carneiro, socialistisk politiker.
Hon är sedan 2012 gift med portuguisen Jose "Ze" Goncalves.